# Huonville
Pour les articles homonymes, voir Huon.
Huonville est une petite ville australienne située à 38 km de Hobart, au sud-est de la Tasmanie. Elle se trouve sur l'embouchure du fleuve Huon. C'est le siège du conseil de la vallée Huon, en 2021 elle comptait 3 002 habitants.

## Histoire
C'était Antoine Bruny d'Entrecasteaux et son équipage qui ont été les premiers Européens à visiter la région. La rivière a été nommée par lui, en l'honneur du capitaine Huon de Kermadec. Les premiers colons européens étaient William et Thomas Walton en 1840.

## Administration

### Administration municipale
Depuis 1993, Huonville forme avec cinq communes voisines une communauté urbaine, le conseil de la Vallée Huon.

## Industrie
La vallée Huon est l'une des principales régions productrice de pommes de la Tasmanie, mais cette industrie a diminué depuis les années 1950, et aujourd'hui, les cerises et la pisciculture sont les étoiles montantes commerciales de l'arrondissement.
La rivière Huon et le canal d'Entrecasteaux sont populaires pour la pêche et le canotage. Le tourisme est une partie importante de Huonville et la vallée Huon. Cette région est connue pour sa beauté et l'histoire comme l'un des plus grands producteurs de pommes de l'Australie.
L'exploitation forestière a été un facteur économique assez important (si controversé), pour la région depuis la colonisation.

## Éducation
Huonville comporte deux écoles :
Le Huonville high School & le Huonville Primary School.
L'accès y est gratuit pour tout résident de Huonville.

## Sport
Huonville est équipé d'un terrain pour la pratique du golf, le Huon Valley Golf club, ouvert toute l'année.
Une piscine Aquatic center centre ouvre ses portes sept jours sur sept.

## Célébrités
- Amy Sherwin